# Marcus Nonius Balbus
Marcus Nonius Balbus est un sénateur romain du Ier siècle av. J.-C., patron de la ville d'Herculanum.

## Biographie

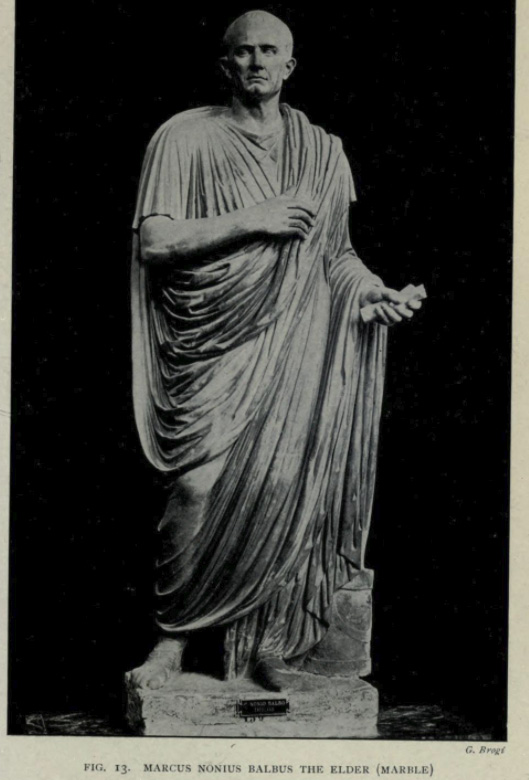
Marcus Nonius Balbus, père; Musée archéologique national de Naples.

Originaire de Nuceria, il s'installe à Herculanum, dont il devient le bienfaiteur.
Les statues retrouvées dans les fouilles de la basilique constituent une galerie de portraits de sa famille : s'y trouvent sa mère Viciria, son père M. Nonius Balbus, son épouse Volasennia et ses trois filles.
Nonius Balbus fait carrière à un niveau élevé, et exerce les fonctions de préteur puis de proconsul de la province de Crète et Cyrénaïque en 29/28 av. J.-C., envoyé par Octavien pour reprendre la main sur une province marquée par la présence de Marc Antoine. Pour se le concilier, les Crétois le prennent comme patron de leur île et lui décernent à Herculanum plusieurs inscriptions honorifiques réalisées à leur frais,. En 32 av. J.-C., il est tribun de la plèbe.
Comme bienfaiteur de la cité d'Herculanum, il finance la restauration de la basilique, des fortifications et des portes de la ville. En reconnaissance, il est nommé patron de la cité, et est honoré par l'édification d'au moins dix statues à son effigie, dont une statue équestre a été retrouvée et exposée au Musée archéologique national de Naples. À sa mort, la cité lui décerne des honneurs exceptionnels, dresse sa statue couronnée de lauriers sur la petite place près des thermes suburbains et dédie des jeux gymniques à son nom,.